# Bilecik (település)
Bilecik Törökország Bilecik tartományának székhelye, 40000 körüli lakossal.

## Története
A bizánci időkben Belekoma néven ismerték. A várost nagy valószínűséggel a trákok egy népcsoportja, a thünök alapították i.e. 1950 körül.
Az egyetlen nevezetesebb műemlékét, illetve annak romjait még a bizánciak építették, itteni helytartójuk székhelyeként.

## Nevezetességek
- Belikoma vár - A sziklás dombtetőn álló vár maradványai lépcsőkön közelíthetők meg.

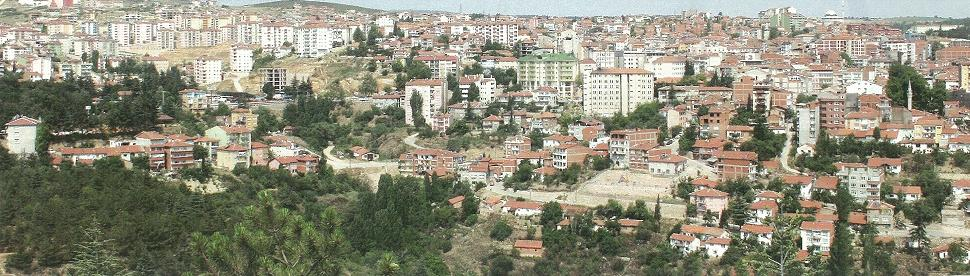
Bilecik látképe